# Prolagus
Prolagus (Pomel, 1853) è un genere di mammiferi lagomorfi, l'unico ascritto alla famiglia dei Prolagidae.
A questo genere vengono ascritte tutte le specie di pica mediterranei o pica giganti, così chiamati per la loro effettiva rassomiglianza con le specie di pica del genere Ochotona (delle quali erano un tempo considerati forme ancestrali, e come tali classificate come sottofamiglia nell'ambito degli Ocotonidi). Erano tuttavia considerevolmente più grandi sia dei pica, che della maggior parte delle specie di Leporidi attuali.
L'aspetto generale degli animali era quello di grossi conigli con orecchie arrotondate anziché allungate, ed una caratteristica brusca inclinazione del quarto posteriore, che si piegava quasi a novanta gradi rispetto alla spina dorsale, facendo sembrare l'animale costantemente accovacciato.

Possedevano zampe posteriori ben più lunghe rispetto a quelle anteriori, simili a quelle dei conigli ed atte a spiccare piccoli balzi per rifugiarsi al riparo dai predatori.
Con una varietà di specie, la famiglia popolava durante il Neolitico gran parte dell'Europa centrale e meridionale: la maggior parte delle specie, tuttavia, si estinse in tempi che si misurano in milioni di anni fa. Solo il pica sardo (Prolagus sardus), secondo quanto congetturato da Major, sarebbe sopravvissuto fino a tempi storici (si parla della fine del XVIII secolo), addirittura secondo alcuni la specie vivrebbe in qualche recesso nascosto delle zone centrali dell'isola: tale sopravvivenza è stata con tutta probabilità dovuta all'insularità della specie.

## Tassonomia
Come già detto, il genere Prolagus veniva un tempo considerato appartenente alla sottofamiglia dei Prolaginae, a sua volta inclusa nella famiglia Ochotonidae. Attualmente, si ritiene maggiormente  corretta un classificazione che vede il genere ascritto ad una propria famiglia, quella dei Prolagidae: questo perché la sopravvivenza di alcune specie fino a tempi storici ha convinto gli studiosi che questi animali siano una linea evolutiva indipendente di lagomorfi, piuttosto che una forma primitiva di pica estintasi per lasciare il posto a forme maggiormente evolute di dimensioni minori.
Ordine Lagomorfi
- Famiglia Prolagidae
  - Genere Prolagus
    - Prolagus aeningensis
    - Prolagus aguilari
    - Prolagus apricenicus
    - Prolagus corsicanus
    - Prolagus crusafonti
    - Prolagus fortis
    - Prolagus imperialis
    - Prolagus italicus
    - Prolagus major
    - Prolagus michauxi
    - Prolagus oeningensis
    - Prolagus praevasconiensis
    - Prolagus sardus
    - Prolagus schnaitheimensis
    - Prolagus sorbinii
    - Prolagus tobieni
    - Prolagus vasconiensis